# Cantó de Marsella Leis Olivas
El cantó de Marsella Leis Olivas és un cantó francès del departament de les Boques del Roine, situat al districte de Marsella. És format per part del municipi de Marsella.

## Municipis
Aplega tot o part dels següents barris de Marsella:
- Saint-Mitre
- Château-Gombert
- La Croix-Rouge
- Leis Olivas
- Palama
- Les Médecins
- Les Mourets
- La Batarelle

| Data d'elecció                           | Identitat    | Partit           | Qualitat |
| ---------------------------------------- | ------------ | ---------------- | -------- |
| 1973-2002                                | Jean Masse   | SFIO, després PS |          |
| 1973-                                    | Marius Masse | PS               |          |
| les dades anteriors no són pas conegudes |              |                  |          |